# ケムナ誠
ケムナ 誠（ケムナ まこと、本名：ケムナ ブラッド 誠、英: Brad Makoto Kemna、1995年6月5日 - ）は、アメリカ合衆国ハワイ州出身のプロ野球選手（投手）。右投右打。広島東洋カープ所属。

## 経歴

### プロ入り前
アメリカ人の父と日本人の母を両親に持ち、アメリカ合衆国ハワイ州で生まれ、3歳から日本に移り住み5歳から高校卒業までを宮崎県日南市で過ごした。
小学校6年から野球を始め、日南市立油津中学校では軟式野球部に所属。日南高校の硬式野球部に入ったのは2年から。3年春から本格的に投手に転向するも最後の夏は地方大会で初戦敗退。
日本文理大学では2年春からリーグ戦に登板。大学では先発、中継ぎ、抑えと全てのポジションを経験。4年時の第66回全日本大学野球選手権大会では3回途中4失点も、秋のリーグ戦では150km/h超の速球に、春から本格的に投げ始めたスライダー、カーブ、チェンジアップなどを交えた投球で打者を圧倒。課題だった制球力も改善した。
2017年のNPBドラフト会議で広島東洋カープから3巡目で指名を受け、11月13日に契約金5000万円、年俸700万円（いずれも推定）で仮契約を結んだ。背番号は29。

### 広島時代
2018年は、ウエスタン・リーグ公式戦15試合に登板するも一軍での登板は無かった。
2019年は、9月15日に一軍に初昇格し同日の対東京ヤクルトスワローズ戦（MAZDA Zoom-Zoom スタジアム広島）でプロ初登板を果たし、1回を無失点に抑えた。
2020年は、7月5日に一軍昇格すると中継ぎとして41試合に登板。初登板から5試合連続無失点を記録するなど結果を残し、終盤戦11月5日の対読売ジャイアンツ戦（マツダ）では延長10回1イニングを無失点に抑え、裏に松山竜平がサヨナラ打を放ちプロ初勝利。シーズン終盤には勝ちパターンの一角を担うなど、飛躍のシーズンとなった。
2021年は、40試合に登板し2勝2敗12ホールドで防御率4.58を記録。
2022年は、5月1日に一軍登録されると同月7日の横浜DeNAベイスターズ戦（マツダ）で先発森下暢仁を好リリーフしシーズン初勝利。8月後半からは登板13試合連続で無失点の安定感を見せ、3年連続で40試合登板をクリアするなど稼働数でもリリーフ陣を支え、最終的に43登板4勝0敗14ホールド、防御率3.20の成績を残した。オフに800万増の推定年俸2700万円で契約更改。
2023年は開幕一軍に入り、4月20日の対阪神タイガース戦（甲子園）、5月19日の同じく対阪神戦（甲子園）で勝利投手となるも、その後は1イニング4失点など調子を崩し、8月10日に登録抹消。9月13日に群馬県内の病院で「右肘関節内遊離体、および骨棘切除」の手術を行ったことを発表した。同年は24試合に登板し、2勝0敗1ホールド、防御率3.71を記録。11月20日、現状維持となる推定年俸2700万円で契約を更改した。
2024年は、3月3日の教育リーグ対阪神戦で手術後初の対外登板、1回1安打無失点2奪三振の好投で順調な回復を見せた。その後ウエスタン・リーグで4試合に登板し防御率0.00の結果を残すと4月21日に一軍昇格、5月3日の対DeNA戦（マツダ）の8回から手術後初となる268日ぶりの一軍登板を果たし、1回1安打無失点で抑えた。同年は5試合の登板ながら防御率は1.80を記録した。10月28日、600万減となる推定年俸2100万円で契約を更改した。

## プレースタイル

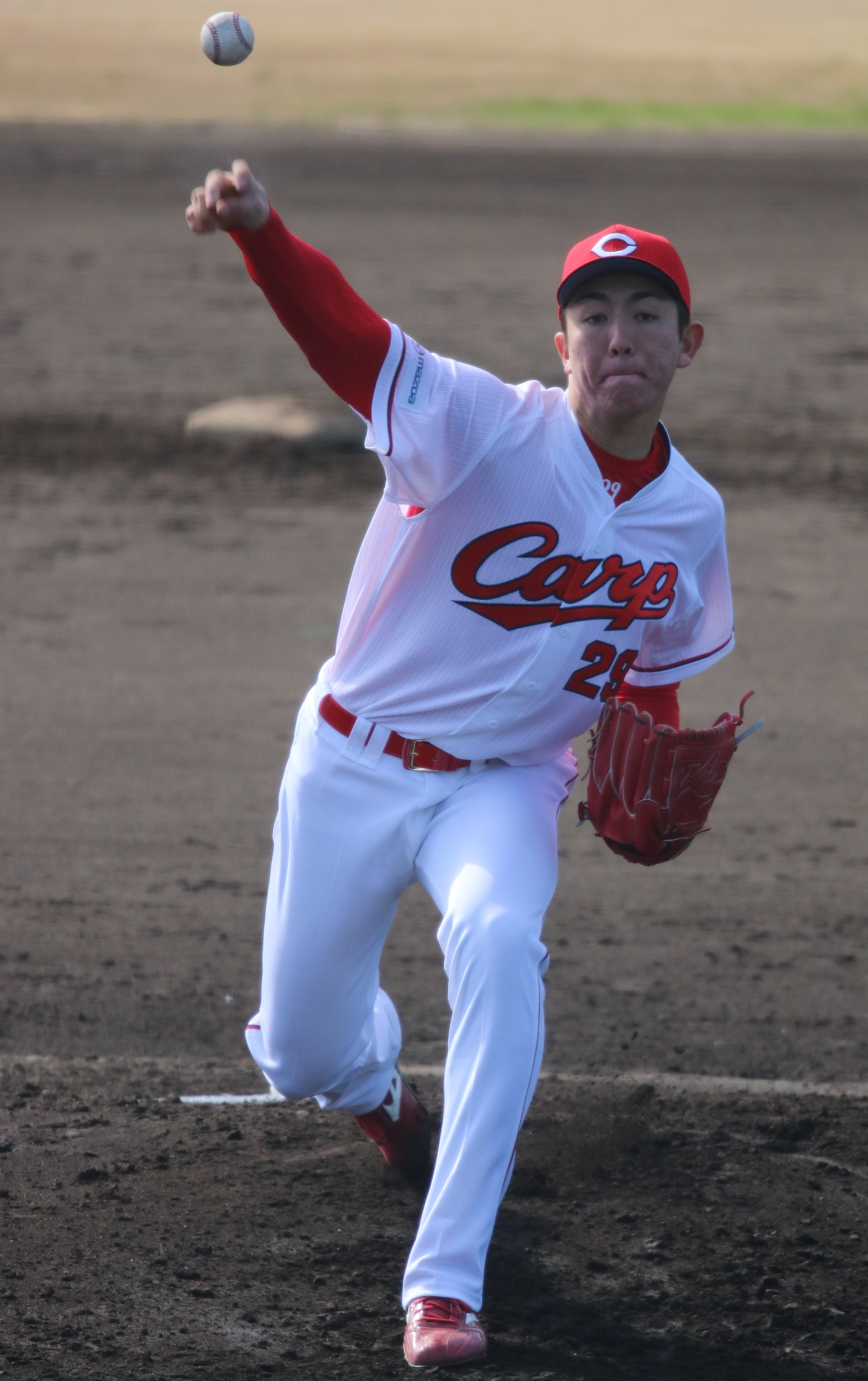
ピッチングフォーム
（2018年2月8日 東光寺球場にて）

身長191cmの恵まれた体格から投げ下ろす最速151km/hの直球と縦に大きく割れるカーブが持ち味。九州地区担当スカウトの田村恵も「恵まれた体格と角度のある直球が魅力で、伸びしろも大きい、スケールの大きな投手になり、ローテの中心となって投げてもらいたい」と評している。

## 人物
広島のキャンプが行われる天福球場には幼少期に毎日のように通っており、高校卒業間近にはキャンプ中に広島の選手の昼食を作ることもある「直ちゃんラーメン」でアルバイトした経験がある。ケムナもそのようなエピソードから、「（指名されるまでは広島ファンであることを）なるべく隠していたんですけど、カープに指名されてすごくうれしかったです」と語る。

## 詳細情報

### 年度別投手成績
| 年 度     | 球 団     | 登 板 | 先 発 | 完 投 | 完 封 | 無 四 球 | 勝 利 | 敗 戦 | セ 丨 ブ | ホ 丨 ル ド | 勝 率 | 打 者 | 投 球 回 | 被 安 打 | 被 本 塁 打 | 与 四 球 | 敬 遠 | 与 死 球 | 奪 三 振 | 暴 投 | ボ 丨 ク | 失 点 | 自 責 点 | 防 御 率 | W H I P |
| --------- | --------- | ----- | ----- | ----- | ----- | -------- | ----- | ----- | -------- | ----------- | ----- | ----- | -------- | -------- | ----------- | -------- | ----- | -------- | -------- | ----- | -------- | ----- | -------- | -------- | ------- |
| 2019      | 広島      | 1     | 0     | 0     | 0     | 0        | 0     | 0     | 0        | 0           | ----  | 5     | 1.0      | 1        | 0           | 1        | 0     | 0        | 1        | 0     | 0        | 0     | 0        | 0.00     | 2.00    |
| 2020      | 広島      | 41    | 0     | 0     | 0     | 0        | 1     | 1     | 0        | 11          | .500  | 212   | 51.0     | 37       | 3           | 23       | 1     | 1        | 55       | 3     | 0        | 22    | 22       | 3.88     | 1.18    |
| 2021      | 広島      | 40    | 0     | 0     | 0     | 0        | 2     | 2     | 0        | 12          | .500  | 175   | 39.1     | 45       | 4           | 15       | 1     | 2        | 28       | 2     | 0        | 20    | 20       | 4.58     | 1.53    |
| 2022      | 広島      | 43    | 0     | 0     | 0     | 0        | 4     | 0     | 0        | 14          | 1.000 | 172   | 39.1     | 37       | 1           | 18       | 1     | 3        | 37       | 1     | 0        | 21    | 14       | 3.20     | 1.40    |
| 2023      | 広島      | 24    | 0     | 0     | 0     | 0        | 2     | 0     | 0        | 1           | 1.000 | 113   | 26.2     | 24       | 1           | 13       | 0     | 0        | 25       | 2     | 0        | 12    | 11       | 3.71     | 1.39    |
| 2024      | 広島      | 5     | 0     | 0     | 0     | 0        | 0     | 0     | 0        | 0           | ----  | 25    | 5.0      | 6        | 0           | 5        | 0     | 0        | 5        | 0     | 0        | 1     | 1        | 1.80     | 2.20    |
| 通算：6年 | 通算：6年 | 154   | 0     | 0     | 0     | 0        | 9     | 3     | 0        | 38          | .750  | 702   | 162.1    | 150      | 9           | 75       | 3     | 6        | 151      | 8     | 0        | 76    | 68       | 3.77     | 1.39    |

- 2024年度シーズン終了時

### 年度別守備成績
| 年 度 | 球 団 | 投手  | 投手  | 投手  | 投手  | 投手  | 投手     |
| 年 度 | 球 団 | 試 合 | 刺 殺 | 補 殺 | 失 策 | 併 殺 | 守 備 率 |
| ----- | ----- | ----- | ----- | ----- | ----- | ----- | -------- |
| 2019  | 広島  | 1     | 1     | 0     | 0     | 0     | 1.000    |
| 2020  | 広島  | 41    | 1     | 6     | 0     | 0     | 1.000    |
| 2021  | 広島  | 40    | 2     | 10    | 1     | 1     | .923     |
| 2022  | 広島  | 43    | 0     | 4     | 0     | 0     | 1.000    |
| 2023  | 広島  | 24    | 0     | 4     | 0     | 0     | 1.000    |
| 2024  | 広島  | 5     | 0     | 0     | 0     | 0     | ----     |
| 通算  | 通算  | 154   | 4     | 24    | 1     | 1     | .966     |

- 2024年度シーズン終了時

### 記録
初記録
投手記録
- 初登板：2019年9月15日、対東京ヤクルトスワローズ24回戦（MAZDA Zoom-Zoom スタジアム広島）、7回表に4番手で救援登板、1回無失点
- 初奪三振：同上、7回表に雄平から見逃し三振
- 初ホールド：2020年9月2日、対中日ドラゴンズ14回戦（ナゴヤドーム）、6回裏一死に2番手で救援登板、2/3回無失点
- 初勝利：2020年11月5日、対読売ジャイアンツ24回戦（MAZDA Zoom-Zoom スタジアム広島）、10回表に7番手で救援登板・完了、1回無失点

打撃記録
- 初打席：2020年7月24日、対横浜DeNAベイスターズ6回戦（横浜スタジアム）、4回表に上茶谷大河から空振り三振

### 背番号
- 29（2018年 - ）